# Aritmetika u slavni jezik illiricki sastavgliena i na svitlost data, za korist targovacza, i vladahocza kuchgnega istoga naroda
Aritmetika u slavni jezik illiricki sastavgliena i na svitlost data, za korist targovacza, i vladahocza kuchgnega istoga naroda,  priručnik računanja, prvi na hrvatskome jeziku u Dalmaciji. Sastavio ga je i izdao 1766. u Jakinu fra Mate Zoričić.